# Devoniaspets
Devoniaspets, en typ av honitonspets som utvecklades under slutet av 1800-talet i det engelska grevskapet Devon, främst av Carlotte Elizabeth Treadwin (1820-1890). Spetsarna är försedda med reliefer och bär blomstermotiv. Under tidigt 1900-tal beslutade Devons County Council att finansiera klasser i spetsframställan för att försöka behålla denna lokala industri. I slutet av andra världskriget var det dock uppenbart att tillverkning av devoniaspets på traditionellt vis inte längre kunde ske med vinst, men trots detta var intresset för kurserna stort och utbildning skedde under 1970- och 80-talen till och med utanför Englands gränser.
Än idag undervisar en grupp ideella lärare inom föreningen Devon Lace Teachers i kunskapen om framställan av honitonspets. Sedan 1979 firas Devon teachers' Lace Day årligen och 1979 gav en av de framstående lärarna Elise Luxton ut en modern bok om framställan av honitonspets, vilket hon 1997 tilldelades en MBE för.